# Anodonthyla theoi
Espèce
Statut de conservation UICN

 CR B1ab(iii) : 
En danger critique
Anodonthyla theoi est une espèce d'amphibiens de la famille des Microhylidae.

## Répartition
Cette espèce est endémique de la province de Fianarantsoa à Madagascar. Elle n'est connue que dans la réserve spéciale de Manombo, en dessous de 50 m d'altitude,.

## Description
Anodonthyla theoi mesure entre 18 et 20 mm. Son dos est gris marbré de brun avec de petites taches noirâtres. Son ventre est uniformément gris.

## Étymologie
Son nom d'espèce, theoi, lui a été donné en référence à Theophilus Rajoafiarison, qui est le frère d'Emile Rajoafiarison à qui l'équipe a décerné l'espèce Anodonthyla emilei, surnommé « Théo » et guide au parc national de Ranomafana, qui a apporté toute son aide à l'équipe lors de la collecte de cette nouvelle espèce.

## Publication originale
- Vences, Glaw, Köhler & Wollenberg, 2010 : Molecular phylogeny, morphology and bioacoustics reveal five additional species of arboreal microhylid frogs of the genus Anodonthyla from Madagascar. Contributions to Zoology, vol. 79, p. 1-32 (texte intégral).